# TANG タング
『TANG タング』は、2022年8月11日に公開された日本映画。監督は三木孝浩、主演は二宮和也。
キャッチコピーは「キミとなら、きっと大丈夫。」「キミと出会って、止まっていた人生が輝き出した。」

## 概要
デボラ・インストールの小説『ロボット・イン・ザ・ガーデン』を原作とし、舞台をイギリスから日本に移す形でアレンジしたものとなる。

## あらすじ
ゲーム三昧で妻に捨てられた挙句、無職となった春日井健は、ある日自宅の庭に突然現れた「タング」と名乗る謎のロボットと出会うことになる。

## キャスト
春日井健（かすがい けん）
演 - 二宮和也
主人公。ゲーム三昧で妻に捨てられた無職の男。
口が達者でお調子者。コーヒーが好物で、シューティングゲームの世界ランキング3位。原作のベンにあたる。
タング
声 - 二宮和也
記憶を無くした迷子のロボット。人懐っこく好奇心旺盛だが、都合が悪くなると休止モードで寝たふりをするなどわがままな一面も。「ターング！」が口癖で、テントウムシが好き。
8月11日生まれ。身長84cm。体重30kg。最高時速3km。
春日井絵美（かすがい えみ）
演 - 満島ひかり
健の妻。弁護士。夫である健とは仲が悪く喧嘩が絶えない日々が続いている。原作のエイミーにあたる。
野村桜子（のむら さくらこ）
演 - 市川実日子
健の姉。健と絵美をそっと見守る。原作のブライオニーにあたる。
加藤飛鳥（かとう あすか）
演 - 小手伸也
健とタングの行動を監視している謎の男。小出と大釜の上司。
原作のカトウに該当。
大槻凛（おおつき りん）
演 - 奈緒
中国在住のロボット歴史学者。原作のリジーに該当。
林原信二（はやしばら しんじ）
演 - 京本大我（SixTONES）
ロボット製造企業のロボットデザイナー。超がつくほどのナルシスト。原作のコーリーに該当。
小出光夫（こいで みつお）
演 - 山内健司（かまいたち）
タングを狙う謎の組織に所属する凸凹悪役コンビ。スタンガンを扱う。
大釜仁（おおがま ひとし）
演 - 濱家隆一（かまいたち）
タングを狙う謎の組織に所属する凸凹悪役コンビ。寡黙で威圧感があり、鋭い眼光を放つ。
原田カオリ（はらだ カオリ）
演 - 景井ひな
ロボット製造企業で働くアンドロイド風受付嬢。
馬場昌彦（ばば まさひこ）
演 - 武田鉄矢
行方知れずになっているロボット工学の第一人者。原作のボリンジャーに該当。

## スタッフ
- 原作：『ロボット・イン・ザ・ガーデン』（デボラ・インストール 作 松原葉子 訳 小学館文庫）
- 監督：三木孝浩
- 脚本：金子ありさ
- 音楽：服部隆之
- 主題歌：milet「Always You」（SME Records）
- 製作：高橋雅美、池田宏之、藤島ジュリーK.、下田淳行、久保雅一
- エグゼクティブプロデューサー：濱名一哉
- プロデューサー：田口生己[2]、下田淳行
- 共同プロデューサー：星野秀樹、熊谷悠
- ラインプロデューサー：及川義幸
- 撮影監督：石坂拓郎
- 照明：平野勝利
- 録音：矢野正人
- 美術監督：小島伸介
- 装飾：石上淳一
- 編集：柳沢竜也
- スクリプター：古保美友紀
- キャラクターデザイン：丹治匠
- VFXプロデューサー：井上浩正
- カラーグレーディング：齋藤精二
- 音楽プロデューサー：千田耕平
- 音響効果：松井謙典
- スタイリスト：里山拓斗
- ヘアメイクデザイン：倉田明美
- 助監督：清水勇気
- 制作担当：馬渕敦史
- 制作プロダクション：ツインズジャパン
- 製作幹事・配給：ワーナー・ブラザース映画
- 製作：映画「TANG」製作委員会（ワーナー・ブラザース映画、ジェイ・ストーム、ツインズジャパン、小学館）